# Nyctanolis pernix
Nyctanolis pernix là một loài kỳ giông trong họ Plethodontidae. Chúng là đại diện duy nhất của chi Nyctanolis, được tìm thấy ở Guatemala và México. Môi trường sống tự nhiên của chúng là các khu rừng vùng núi ẩm nhiệt đới hoặc cận nhiệt đới. Nó bị đe dọa do mất môi trường sống.